# Asbury Lake
Pour les articles homonymes, voir Asbury.
Asbury Lake est une census-designated place située dans le comté de Clay, dans l’État de Floride, aux États-Unis. Sa population s’élevait à 8 700 habitants lors du recensement de 2010.

## Démographie
| 2000  | 2010  | - | - | - | - |
| ----- | ----- | - | - | - | - |
| 4 014 | 8 700 | - | - | - | - |

## Source
- (en) Cet article est partiellement ou en totalité issu de l’article de Wikipédia en anglais intitulé « Asbury Lake, Florida » (voir la liste des auteurs).